# Ejército de Salvación
El Ejército de Salvación es una denominación del cristianismo protestante fundada en 1865 por el pastor metodista William Booth y por su esposa Catherine Booth. Es una organización centralizada con un solo general. Su cuartel general internacional se encuentra en el 101 de Queen Victoria Street, Londres, Reino Unido, desde donde se dirigen sus miles de unidades alrededor del mundo. Por su historia y presencia social, en naciones de habla inglesa se les suele llamar «Sally Ann» (Canadá), «Sally Army» (Reino Unido y Nueva Zelanda), y «Salvos» (Estados Unidos y Australia).

## Historia
El Ejército de Salvación fue fundado por William Booth y Catherine Booth en julio de 1865 como un movimiento evangélico denominado Christian Revival Association (Asociación Cristiana de Avivamiento) que agrupó el trabajo voluntario de creyentes procedentes de varias denominaciones protestantes de la ciudad de Londres. Ellos sentían la necesidad de alcanzar con el mensaje del Evangelio de Jesucristo a los que consideraban menos conocedores del mismo, a los que estaban atrapados en los sectores más golpeados por la pobreza, el alcoholismo, el crimen, la desocupación, el hacinamiento y toda la inmensa variedad de males sociales que la Inglaterra de la Revolución industrial había concentrado en ciertos guetos de la ciudad. Por eso muy pronto la asociación cambió su nombre por el de East London Christian Mission (Misión Cristiana del Este de Londres) la misión en el área más deprimida de Londres. Sin embargo, tras extender su trabajo fuera del extremo este de la ciudad, el nombre debió reducirse solo a The Christian Mission (La Misión Cristiana).

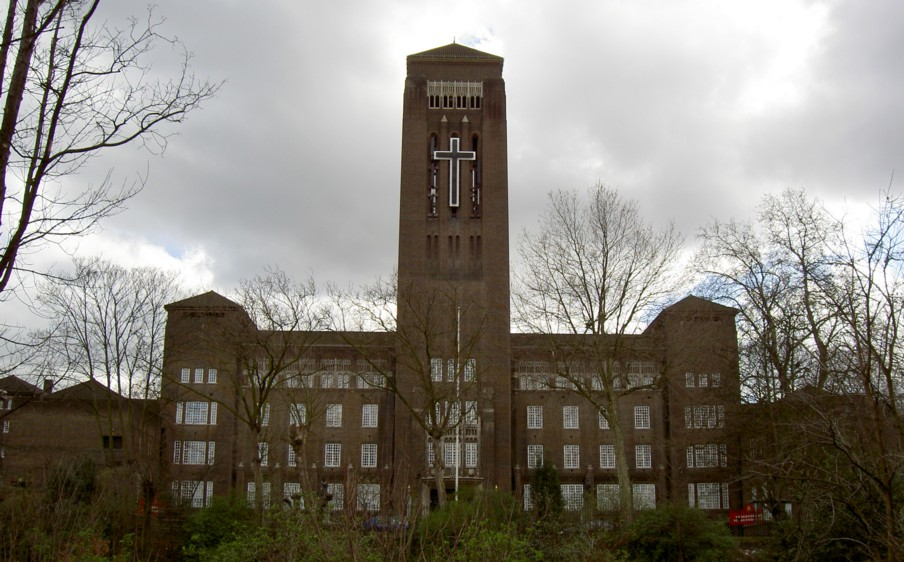
En el The William Booth Memorial Training College, ubicado en Denmark Hill, Londres, se preperan los futuros oficiales del Ejército de Salvación para el Reino Unido.

Hacia 1875, entre los sectores proletarios de Londres prosperaban el lenguaje y las costumbres militares, a medida que el movimiento se nutría cada vez más de conversos de esa extracción, la estructura, la disciplina, como asimismo el lenguaje y las costumbres militares fueron influyendo cada vez más entre los seguidores de Booth y en él mismo, de ese modo, en 1878, el propio reverendo Booth proponía que "La Misión Cristiana es un Ejército de Salvación" la idea cautivó rápidamente a todos y decidieron adoptar el nombre de The Salvation Army (Ejército de Salvación) para seguidamente introducir en todos sus estatutos y normativas este tipo de organización, disciplina y vocabulario "al estilo, aunque no en imitación de una fuerza militar", como explicaba William Booth en el Congreso de 1904.
La gran mayoría de los conversos de este Ejército de Salvación eran previamente alcohólicos, drogadictos, prostitutas o algún otro tipo de indeseable social. Como resultado de un acercamiento pragmático y no legalista de Booth en su teología pastoral hacia estas personas, decidió no incluir el uso de los sacramentos reconocidos por el protestantismo (Bautismo y Santa Cena) en las formas de adoración del Ejército de Salvación (que no pretendía ser una nueva iglesia, sino solo una parte de ella), creyendo que muchos cristianos de su época habían llegado a confiar más en los signos exteriores de la gracia de Dios que en la gracia propiamente dicha. William y su esposa Catherine pensaban que mucha de la indolencia del cristianismo de su tiempo ante la necesidad espiritual se debía a una observancia puramente ritual de la fe. Es así como entre otras expresiones de su fe los soldados del Ejército de Salvación se abstienen totalmente del consumo de alcohol, tabaco, drogas ilegales y juegos de azar y usan uniformes distintivos (dependiendo del país en que trabajan pueden ser de color blanco, gris, azul marino, beige o incluso utilizan el sari en la India). No obstante, sus reuniones son públicas y aceptan con agrado todo tipo de visitantes en sus servicios religiosos, no se consideran una iglesia en el sentido eclesiológico del término, sino más bien una sociedad de laicos comprometidos con una iglesia que a principios del siglo XXI se podría denominar ecuménica.

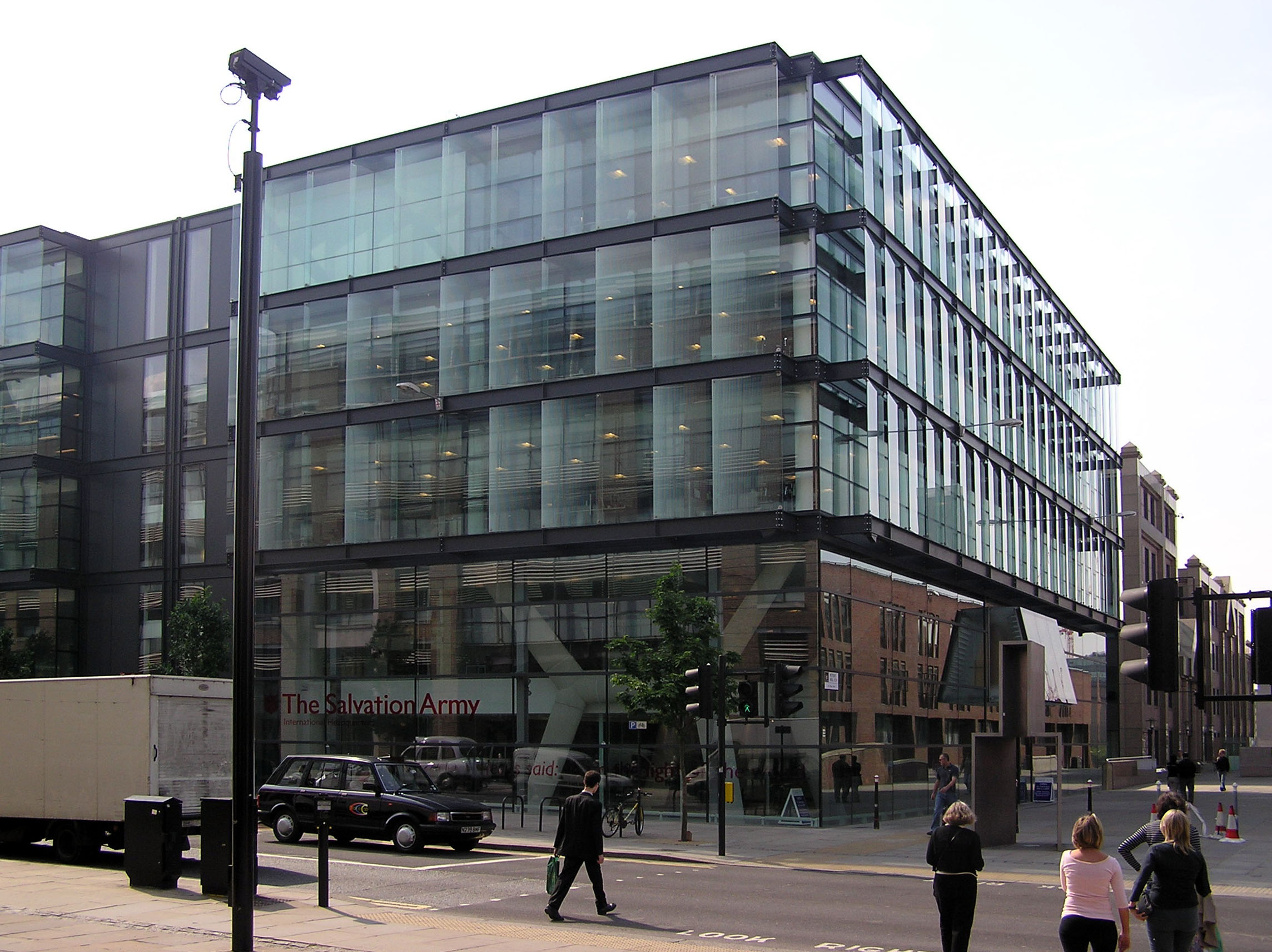
Cuartel General Internacional del Ejército de Salvación, en Londres.

El rápido crecimiento del Ejército de Salvación a fines del siglo XIX generó fuerte oposición en Inglaterra. Algunos de esos antagonistas, agrupados bajo el nombre de Skeleton Army (Ejército Esquelético), interrumpían reuniones y concentraciones del Ejército de Salvación, sus tácticas habituales consistían en arrojar piedras, ratas, y alquitrán, y asaltar físicamente a los miembros del Ejército de Salvación, organizado por algunos taberneros y proxenetas molestos con la decadencia de sus negocios.
La misión del Ejército de Salvación, de acuerdo a la declaración que ellos mismos hacen es: predicar el Evangelio de Cristo Jesús y tratar de cubrir las necesidades humanas en su nombre, sin discriminación alguna.

### Expansión mundial
De acuerdo a la información que la propia institución entrega en su anuario estadístico.

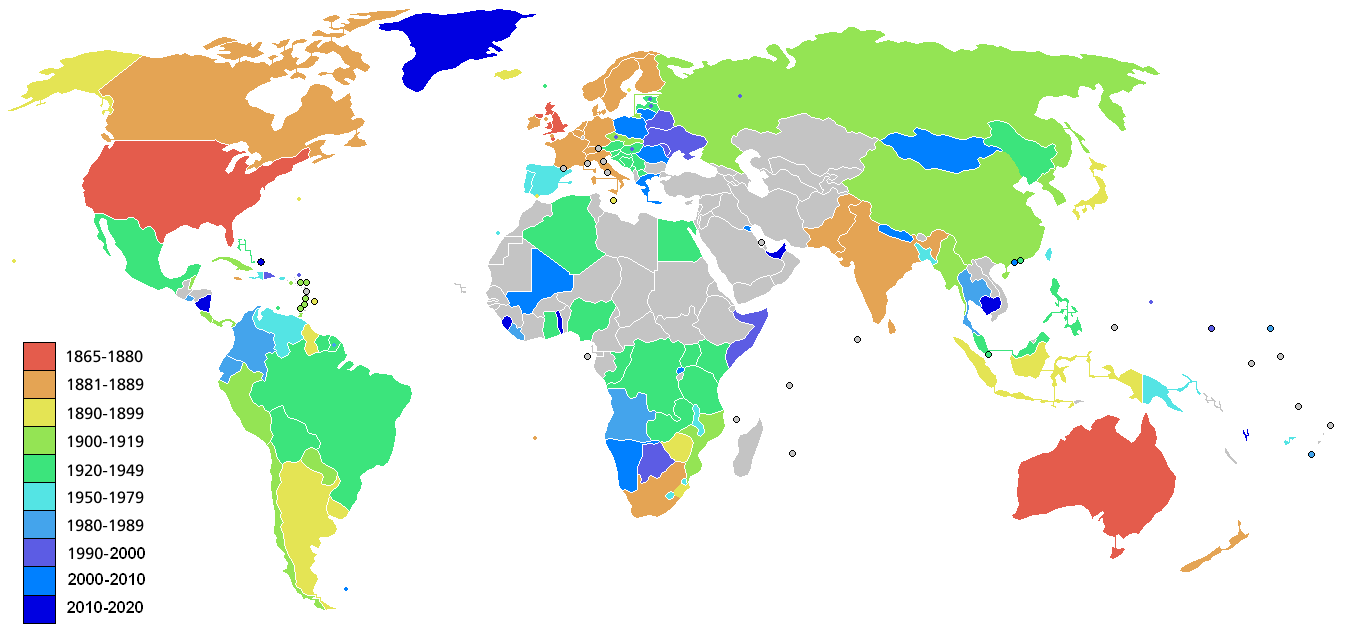
Mapa de la expansión mundial del Ejército de Salvación.

| - 1865 - Inglaterra - 1874 - Gales - 1879 - Isla de Jersey, Escocia - 1880 - Australia, Irlanda, Estados Unidos de América - 1881 - Francia - 1882 - Alderney, Canadá, Guernsey, India, Suecia, Suiza - 1883 - Isla de Man, Nueva Zelanda, Pakistán, Sudáfrica, Sri Lanka - 1884 - Santa Helena - 1886 - Alemania, Terranova - 1887 - Dinamarca, Italia, Jamaica, Holanda - 1888 - Noruega - 1889 - Bélgica, Finlandia - 1890 - Argentina, Uruguay - 1891 - Zimbabue, Zululandia - 1894 - Islas de Åland (hasta 1950), Hawái, Indonesia - 1895 - Gibraltar (hasta 1968), Guyana, Islandia, Japón - 1896 - Bermudas, Malta (hasta 1972) - 1898 - Alaska, Barbados - 1901 - Trinidad y Tobago - 1902 - Granada, Santa Lucía - 1903 - Antigua y Barbuda, San Vicente y las Granadinas - 1904 - Panamá - 1907 - Costa Rica - 1908 - Corea - 1909 - Chile - 1910 - Paraguay, Perú - 1913 - Rusia (hasta 1923) - 1915 - Belice, Birmania - 1916 - China (hasta 1951), Mozambique, San Cristóbal y Nieves - 1917 - Islas Vírgenes de los Estados Unidos - 1918 - Cuba - 1919 - Checoslovaquia (hasta 1950) - 1920 - Bolivia, Nigeria - 1921 - Kenia - 1922 - Brasil, Ghana, Zambia - 1923 - Letonia (hasta 1939) - 1924 - Islas Feroe, Hungría (hasta 1949) - 1926 - Surinam - 1927 - Austria, Estonia (hasta 1940), Curazao (hasta 1980) - 1930 - Hong Kong - 1931 - Bahamas, Uganda - 1933 - Guayana Francesa (hasta 1952), Tanzania, Yugoslavia (hasta 1948) | - 1934 - Argelia (hasta 1970), Congo (Kinshasa), Manchuria (hasta 1945) - 1935 - Singapur - 1936 - Egipto (hasta 1949) - 1937 - Congo (Brazzaville), México, Filipinas - 1938 - Malasia - 1950 - Haití - 1956 - Papúa Nueva Guinea - 1960 - Suazilandia - 1962 - Puerto Rico - 1965 - Taiwán - 1967 - Malaui - 1969 - Lesoto - 1970 - Bangladés - 1971 - Portugal, España - 1972 - Venezuela - 1973 - Fiyi - 1976 - Guatemala - 1978 - Islas Canarias - 1980 - Guayana Francesa (reapertura) - 1985 - Angola, Colombia, Ecuador, Islas Marshall - 1986 - Tonga - 1988 - Liberia - 1989 - El Salvador, Tailandia (hasta 1993) - 1990 - República Checa (reapertura), Hungría (reapertura), Letonia (reapertura) - 1991 - Rusia (reapertura) - 1992 - Bielorrusia (hasta 1996), Somalia (hasta 1995) - 1993 - Georgia, Ucrania - 1994 - Guam, Estados Federados de Micronesia, Moldavia - 1995 - República Dominicana, Estonia (reapertura) - 1996 - Ruanda - 1997 - Botsuana - 1998 - Honduras - 1999 - Isla de San Martín - 2000 - Macao - 2004 - Lituania, Rumania - 2005 - Islas Malvinas, Polonia - 2007 - Burundi, Grecia - 2008 - Kuwait, Malí, Mongolia, Namibia (reapertura) - 2009 - Nepal - 2010 - Emiratos Árabes Unidos, Nicaragua, Sierra Leona - 2011 - Islas Salomón, Islas Turcas y Caicos, Togo - 2012 - Camboya, Groenlandia |

## Organización y estadísticas
El Ejército de Salvación trabaja en 132 países (independientes y no independientes) y proporciona servicios en muchos idiomas diferentes. Para propósitos administrativos, la organización se divide geográficamente en 'territorios', los cuales a su vez se subdividen en divisiones. Cada territorio reconoce un centro administrativo conocido como 'Jefatura Territorial' (THQ por sus siglas en Inglés: Territorial Headquarters). Del mismo modo, cada División tiene una 'Jefatura Divisional' (DHQ por Divisional Headquarters). Por ejemplo, Japón es un territorio, pero los Estados Unidos de América se subdividen en cuatro territorios: Este, Meridional, Central, y Occidental, mientras que en América del Sur, Bolivia, Chile, Ecuador y Perú forman parte de un mismo territorio. Cada uno de estos territorios es conducido por un 'Comandante Territorial' que recibe instrucciones desde la Jefatura Internacional del Ejército de Salvación (IHQ por International Headquarters), en Londres.
Tras la Iglesia católica y las Naciones Unidas, el Ejército de Salvación es el más grande proveedor mundial de ayuda social, con gastos estimados en 3.120 millones de dólares para el 2009 solo en los Estados Unidos de América, involucrando ayuda para más de 30 millones de personas. Además de centros comunitarios y de auxilio en desastres naturales, la organización trabaja en campos de refugiados, especialmente entre población desplazada en África.
Su membresía incluye más de 26.000 oficiales remunerados, además de unos 100.000 empleados y aproximadamente 4,5 millones de voluntarios. Es conducido por el General Lyndon Buckingham, neozelandés que cumple el cargo desde el 3 de agosto del 2023, tras ser electo por el Consejo Supremo del Ejército de Salvación.

## Música

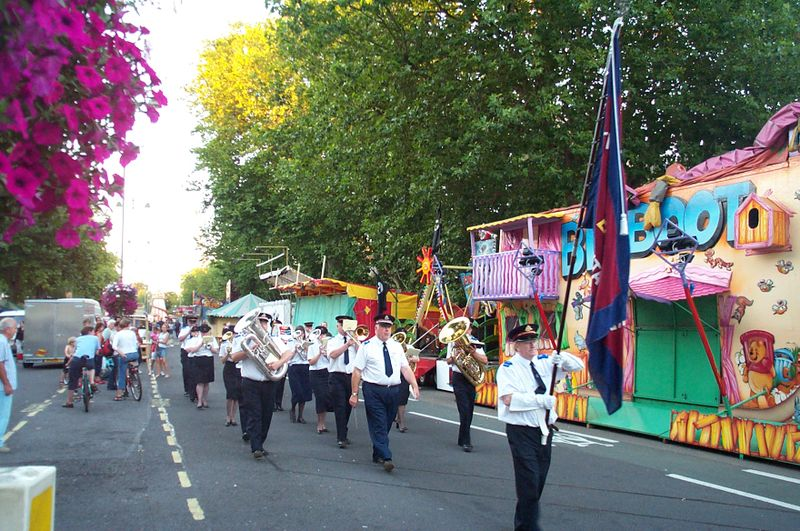
Banda de Bronces del Ejército de Salvación marchando en Oxford, Inglaterra.

Mientras la popularidad de la organización crecía entre las clases bajas de la Inglaterra finisecular (siglo XIX), los salvacionistas encontraban nuevas maneras de atraer a multitudes de marginales en las calles de Londres, aglomeraciones de público que eran frecuentemente muy difíciles de controlar. En esas circunstancias, una familia de músicos populares, de apellido Fry, se unió con entusiasmo a este nuevo ejército para servir como una especie de guardaespaldas de los predicadores y fue en esta función que comenzaron a interpretar música popular para distraer a las muchedumbres y concentrar su atención en el mensaje que deseaban divulgar.
La tradición de tener músicos en sus reuniones ha continuado desde entonces, y eventualmente se ha desarrollado hasta la creación de verdaderas bandas. Estas agrupaciones musicales son generalmente Bandas de Bronces (Brass Bands) o agrupaciones más pequeñas de este tipo de instrumentos (Brass Ensembles), se presentan en público en sus campañas (eventos evangelísticos), así como en otros festivales, desfiles y especialmente en Navidad. Alrededor del mundo las Bandas de Bronces han llegado a ser una parte integral del ministerio del Ejército de Salvación y un símbolo inmediatamente reconocible para salvacionistas y no salvacionistas en general. El Ejército de Salvación también tiene coros, éstos son denominados Brigadas de Canto. La primera Brigada de Canto del Ejército de Salvación es la International Staff Songsters (ISS).
Una banda del Ejército de Salvación suizo, Takasa, fue elegida para representar a su país en el Festival de la Canción de Eurovisión 2013 (Quincuagésima octava versión de este concurso), que se celebró los días 14, 16 y 18 de mayo de 2013 en la ciudad sueca de Malmö. Suiza quedó en el puesto decimosegundo de la segunda semifinal, no alcanzando, de esta manera, la final.

## Misión y doctrinas
Declaración de Misión:

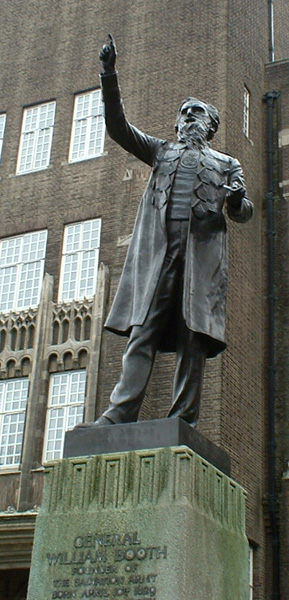
Estatua del General William Booth en el barrio londinense de Whitechapel.

- El Ejército de Salvación, un movimiento internacional, es una parte evangélica de la Iglesia Cristiana Universal. Su mensaje está basado en la Biblia. Su ministerio es motivado por amor a Dios. Su misión es predicar el Evangelio de Cristo Jesús y tratar de cubrir las necesidades humanas en su nombre, sin discriminación alguna.

### Lemas
- "Sangre y Fuego": Refiriéndose a la sangre de Cristo que simbólicamente limpia de pecado y al fuego como símbolo de la acción del Espíritu Santo.
- "Corazón a Dios, Mano al Hombre": Haciendo referencia a la acción social vinculada a la fe cristiana.
- "Sopa, Jabón y Salvación": Enfatiza la necesidad de la misericordia junto con la evangelización.
- "Id por almas e id por los peores"

Doctrinas:

1. Creemos que las Escrituras del Antiguo y Nuevo Testamento, fueron dadas por inspiración de Dios, y que sólo ellas constituyen la regla divina de fe y prácticas cristianas.
2. Creemos que hay un solo Dios, quien es infinitamente perfecto, Creador, Preservador y Gobernador de todas las cosas, y que es a él sólo a quien se debe rendir culto religioso.
3. Creemos que la Deidad se constituye de tres personas, el Padre, el Hijo y el Espíritu Santo, indivisas en esencia, e iguales en poder y gloria.
4. Creemos que en la persona de Jesucristo se unen las naturalezas Divina y humana, de manera que él es verdadera y realmente Dios y verdadera y realmente hombre.
5. Creemos que nuestros primeros padres fueron creados en estado de inocencia, más por haber desobedecido perdieron su pureza y felicidad, y por efecto de su caída, todos los hombres han llegado a ser pecadores, totalmente corrompidos, y como tales están con justicia expuestos a la ira de Dios.
6. Creemos que el Señor Jesucristo, por sus padecimientos y muerte, ha hecho la propiciación por todo el mundo, de manera que todo el que quiera puede ser salvo.
7. Creemos que el arrepentimiento hacía Dios, la fe en nuestro Señor Jesucristo, y la regeneración por el Espíritu Santo, son necesarios para la Salvación.
8. Creemos que somos justificados por gracia, mediante la fe en nuestro Señor Jesucristo, y que el que cree tiene el testimonio de ello en sí mismo.
9. Creemos que el continuar en estado de salvación depende del ejercicio constante de la fe y obediencia a Cristo.
10. Creemos que es privilegio de todos los creyentes ser santificados "en todo", y que su ser entero, "espíritu y alma y cuerpo", puede ser preservado "sin reprensión para la venida de nuestro Señor Jesucristo.
11. Creemos en la inmortalidad del alma; en la resurrección del cuerpo; en el juicio general al fin del mundo; en la eterna felicidad de los justos y en el castigo perpetuo de los malos.

## Ayuda humanitaria
Los primeros operativos importantes de ayuda humanitaria ante desastres del Ejército de Salvación se produjeron en torno a las tragedias provocadas por el huracán de 1900 en Galveston, Texas, y el terremoto de 1906 en San Francisco, California. Las campañas nacionales de recolección de ayuda financiera y material rindieron enormes volúmenes (desconocidos para la época), permitiendo al Ejército de Salvación proporcionar ayuda efectiva y eficiente a millares. Cuando la General Evangeline Booth, ofreció la ayuda de los salvacionistas del mundo al presidente Woodrow Wilson durante la Primera Guerra Mundial, el empuje del trabajo social y de la ayuda humanitaria del Ejército de Salvación aumentó notoriamente.
El Ejército de Salvación es una de las grandes agencias no gubernamentales de ayuda humanitaria ante desastres y está generalmente entre las primeras en llegar con ayuda después de alguna tragedia (natural o artificial). Ha trabajado para aliviar el sufrimiento y para ayudar a la reconstrucción de muchas vidas. Después del Terremoto del Océano Índico de 2004, sus integrantes llegaron inmediatamente a algunos de los peores sitios del desastre para ayudar a recuperar y a enterrar a los muertos. Luego cooperaron con la reconstrucción de casas y con la fabricación de nuevos botes para pescadores artesanales que perdieron su fuente de sustento. Del mismo modo ha actuado ante otros desastres en todo el mundo, prestando ayuda lo mejor que puede, en la medida de lo posible.

## Tiendas de reciclaje y caridad

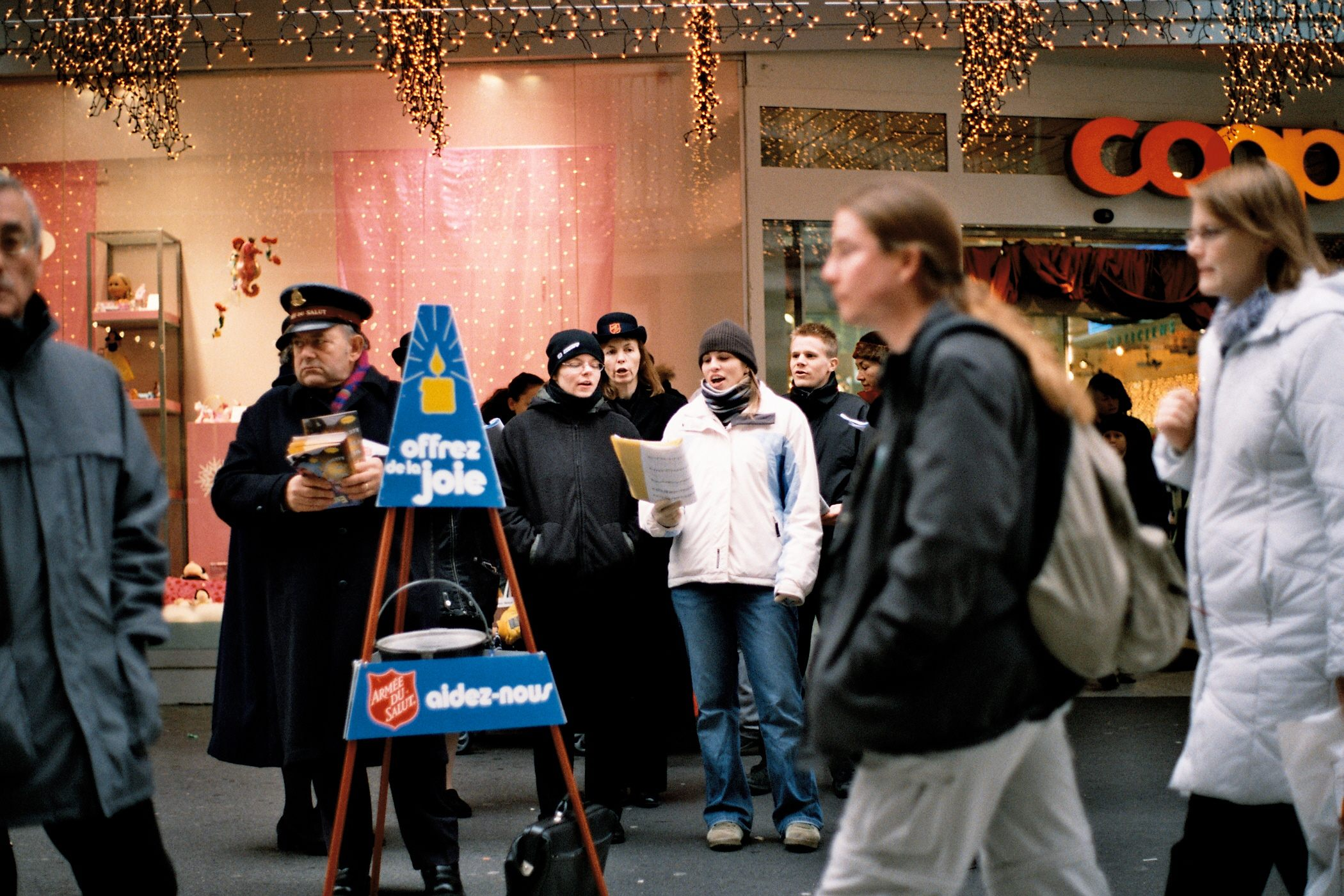
Recolección de fondos en Lausana, Suiza

El Ejército de Salvación es bien conocido en los países del primer mundo por su red de almacenes económicos o de reciclaje donde recaudan dinero para sus actividades caritativas vendiendo a bajo precio mercancías usadas que les han donado, tales como ropa, muebles y electrodomésticos y más.
Asociados a estas tiendas se encuentran habitualmente sus numerosos centros de rehabilitación para alcohólicos y drogodependientes en general, así, estos almacenes de segunda mano proporcionan, en primer lugar, fondos para financiar muchos de estos centros, conocidos en los Estados Unidos de América como los ARC (Adult Rehabilitation Centers). En segundo lugar, estos almacenes y sus centros de acopio de donaciones (que alcanzan proporciones enormes) entregan también trabajó para las personas en proceso de rehabilitación.
En Iberoamérica estos centros de reciclaje tienen actualmente muy poco desarrollo y salvo en algunas ciudades grandes como Buenos Aires, estas tiendas de segunda mano, sus centros de acopio y los centros de rehabilitación asociados no son conocidos. Si es conocida en cambio la "ropa americana" en fardos, adquirida en Europa y Estados Unidos por particulares sin ninguna relación con el Ejército de Salvación, que luego la venden en ciudades del tercer mundo.

## Servicio de búsqueda de personas
Un programa gracias al cual el Ejército de Salvación ha alcanzado también buena fama alrededor del mundo es su servicio de búsqueda de familiares (conocido en algunos territorios como Missing Persons Service). Establecido formalmente en 1885, el servicio está actualmente disponible en la mayor parte de los países donde la institución tiene representantes y colabora también con todos los programas gubernamentales al respecto. El objetivo del programa es restaurar las relaciones de familia allí donde el contacto se ha perdido por alguna razón.

## Grupos juveniles
La institución incorpora también numerosos grupos juveniles, algunos con bastante autonomía. Primeramente claro, al igual que en casi todas las denominaciones protestantes, la Escuela Dominical ocupa el primer lugar como grupo juvenil, pero en algunos territorios existe un programa de Guías y Exploradores asociado. En Australia y otros países el Movimiento Scout ha logrado gran desarrollo dentro de la institución, y la Salvation Army Guards and Legions Association (SAGALA) tiene reconocimiento pleno dentro de la Organización Mundial del Movimiento Scout, al igual que la Frälsningsarméns Scoutförbund sueca y otras.
El 29 de julio de 2006, se inauguró oficialmente el Salvation Army World Jamboree 2006, con el izamiento de las banderas de los 12 países representados en los campamentos instalados en Kotterbos del municipio de Almere, Países Bajos.

## Controversia
El Ejército de Salvación en los Estados Unidos de América ha sido criticado por lo que algunos consideran políticas discriminatorias en la contratación y en los reglamentos internos con respecto al comportamiento de sus empleados.
Considerando que como institución de caridad legalmente reconocida recibe fondos gubernamentales directos y donaciones particulares deducibles de impuestos públicos (solo cerca del 11 por ciento de sus ingresos totales los recibe bajo la forma de concesiones o pagos directos por sus servicios), la organización sin embargo tiene establecida una política de discriminación contra los aspirantes y empleados que profesan una fe o una orientación sexual distinta a las aceptadas por la institución, (específicamente casos de profesión de fe Wiccanista y orientaciones no heterosexuales).
La posición del Ejército de Salvación en los Estados Unidos de América es que por ser una iglesia legalmente reconocida en ese país, la sección VII del Acta de Derechos civiles de los Estados Unidos de 1964 garantiza explícitamente su derecho a discriminar religiosamente en la contratación de sus empleados.
Durante 2004, la Corte Federal de Nueva York resolvió que la organización tenía derecho a aplicar criterios religiosos durante la selección de sus empleados; este fallo está siendo apelado por la Unión de Libertades Civiles de Nueva York (New York Civil Liberties Union). Otros 19 casos de empleados o postulantes discriminados se han presentado como demandas a consideración de cortes de primera instancia.
Por otra parte, cuando el estado de Nueva York propuso a consideración una legislación social que exigía a las empresas (en cuanto contrata personal, el Ejército es una empresa) ofrecer subsidios por enfermedad a las parejas del mismo sexo de sus empleados, el Ejército de Salvación se opuso abiertamente a esta política y amenazó con un inevitable cierre de comedores y albergues nocturnos en todo el estado de Nueva York.
En julio de 2001, The Washington Post hizo pública una nota interna del Ejército de Salvación, según ese documento, el Ejército de Salvación y el presidente George W. Bush habían hecho una especie de pacto secreto: El Ejército de Salvación apoyaría las propuestas de Bush para "iniciativas basadas en la fe" si Bush se aseguraba que el Ejército de Salvación quedara exento, local y estatalmente de legislaciones en contra de la discriminación basada en la orientación sexual. La revelación generó una cantidad considerable de protestas por parte de la comunidad gay y de otros grupos liberales.

## Influencias
La famosa obra teatral Major Barbara (1905), de George Bernard Shaw centra su argumento alrededor del Ejército de Salvación.
En el videoclip de la banda Toto llamado correspondiente a la canción "Holyanna" de nombre sospechosamente similar a Holy Ann, se ve una integrante de este Ejército con sus atuendos que se escapa en las noches para intentar ser una mujer sensual o famosa como las estrellas del cine o bailarinas. Al final del video renuncia a su uniforme y regala las monedas.
En la obra de Bertolt Brecht Saint Joan of the Stockyards (1929), Joan, la protagonista, es una teniente del Ejército de Salvación.
La canción "Silver Bells" 1, primero cantada por Bob Hope y Marilyn Maxwell en la película The Lemon Drop Kid, fue inspirada por la imagen de los bellringers (toca campanas) del Ejército de Salvación que cada Navidad se instalan frente a las grandes tiendas para recolectar dinero.
La canción de The Beatles (compuesta por John Lennon), "Strawberry Fields Forever" (1966), se inspiró en el Hogar de Niños Strawberry Field, del Ejército de Salvación en Liverpool, Inglaterra. El hogar se cerró en 2005, solo permanece el Cuerpo (centro de oración y misión).
La película de 1955 Guys and Dolls sigue la ficticia historia de amor entre la sargento Sarah Brown del Ejército de Salvación, interpretada por Jean Simmons, y un mafioso jugador interpretado por Marlon Brando. La película se hizo extremadamente popular y fue nominada para un Oscar en 1956, pero no ganó.
En la película de 2002, Un hombre sin pasado (Mies vailla menneisyyttä) de Aki Kaurismäki la protagonista, Irma, (Kati Outinen) es una teniente del Ejército de Salvación en Helsinki.